# Platypalpus mankoosi
Platypalpus mankoosi är en tvåvingeart som beskrevs av Smith 1969. Platypalpus mankoosi ingår i släktet Platypalpus och familjen puckeldansflugor. Inga underarter finns listade i Catalogue of Life.